# Schirmwicklung
Eine Schirmwicklung (auch statische Abschirmung oder statischer Schirm, englisch shield winding) ist in der Elektrotechnik eine zusätzliche Wicklung zwischen Primär- und Sekundärwicklungen eines Transformators.

## Grundprinzip
Neben der induktiven Kopplung zwischen Primär- und Sekundärwicklungen gibt es auch eine kapazitive Kopplung. Während die induktive Kopplung der gewünschten Leistungsübertragung dient, ist die kapazitive Kopplung eher unerwünscht. Durch sie können höherfrequente Störungen übertragen werden. Die Schirmwicklung ist eine Metallschicht zwischen den Wicklungen. Sie wirkt daher ähnlich wie ein Faradayscher Käfig als Abschirmung für das elektrische Feld. Das von den Wicklungen aufgebaute Magnetfeld wird dagegen kaum beeinflusst.
Die zwischen Primär- und Sekundärwicklungen liegende Schirmwicklung ist einseitig an Masse angeschlossen, darf also keine geschlossene Windung sein.

## Technisches

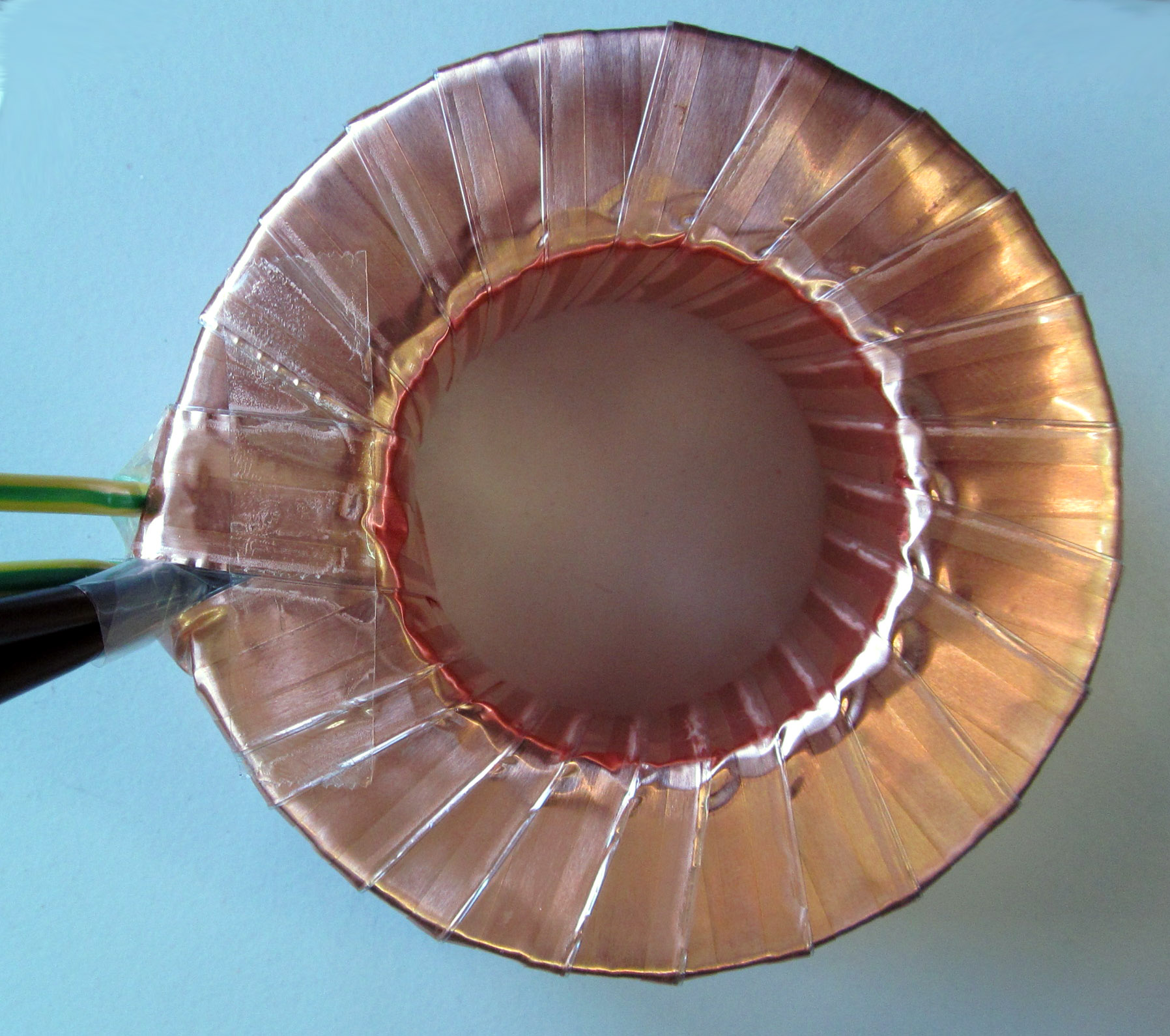
Schirmwicklung mit Kupferband über der Primärwicklung auf einem Ringkerntransformator

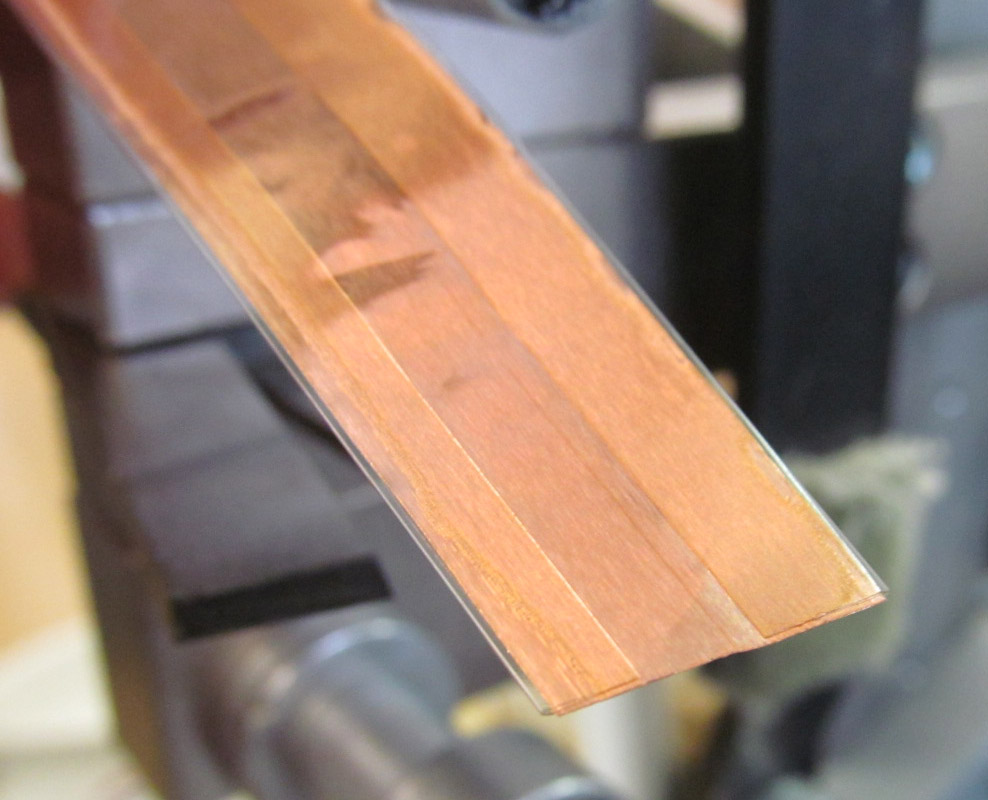
Kupferschirmband isoliert mit Mylarfolie, in der Mitte oben blankes Kupfer zum einfachen Anlöten einer Litze

Die Schirmwicklung hat üblicherweise nur einen Anschluss. Falls ein zweiter Anschluss vorliegt, so dient dieser lediglich zur Prüfung der Schirmwicklung.
Die Schirmwicklung kann aus einer einlagigen Drahtwicklung oder aus Folie (Metallfolie) bestehen. Die Drahtwicklung ist leichter zu fertigen, bietet aber keine so gute Abschirmung wie die Folienausführung (in der Schirmwicklung wird ebenfalls eine Spannung induziert, welche die Schirmwirkung reduziert). Eine Schirmwicklung aus Folie kann, in Abhängigkeit vom Frequenzbereich, die kapazitive Kopplung zwischen Primär- und Sekundärstromkreis um 20 dB (also auf 10 %) reduzieren. Der Draht oder die Folie muss elektrisch isoliert und an einem Ende offen sein, damit die Schirmwicklung nicht wie eine Kurzschlusswindung wirkt.
Die Schirmwicklung wird mit der Schutzerde verbunden, die Anschlussleitung ist grün/gelb gefärbt.

## Zweite Schirmwicklung
Bei besonderen Anforderungen kann eine zweite Schirmwicklung verwendet werden. Diese wird dann mit der Masse auf der Sekundärseite verbunden. Die Anschlussleitung ist schwarz. Es ist möglich, unterschiedliche Materialien (sinnvollerweise mit komplementären Eigenschaften) für die zwei Schirmwicklungen zu verwenden.
Es ist auch möglich, die erste Schirmwicklung zu teilen. Hierbei entsteht keine „zweite Schirmwicklung“ im Sinne des vorherigen Absatzes, sondern beide Teile werden primärseitig derart zusammengeführt, dass sich die in den Teilwicklungen induzierte Spannung aufhebt. Dies stellt hinsichtlich Fertigungsaufwand und Abschirmung einen Kompromiss zwischen Drahtwicklung und Folienschirm dar.

## Sonstige Einsatzzwecke für Schirmwicklungen
Die Schirmwicklung kann auch als zusätzlicher Schutz gegen Durchschlag von Spannungen aus dem Primär- in den Sekundärkreis angesehen werden. Insbesondere bei medizinischen Geräten wird dies als Teil einer ganzen Reihe von Schutzmechanismen beworben.
Eine Schirmwicklung erhöht die Kosten für den Transformator und erfordert zudem noch einen Anschluss für den Schutzleiter (z. B. durch eine dreiadrige Netzzuleitung mit Schutzkontaktstecker). Daher wird bei den meisten Geräten auf eine Schirmwicklung verzichtet.